# 家務

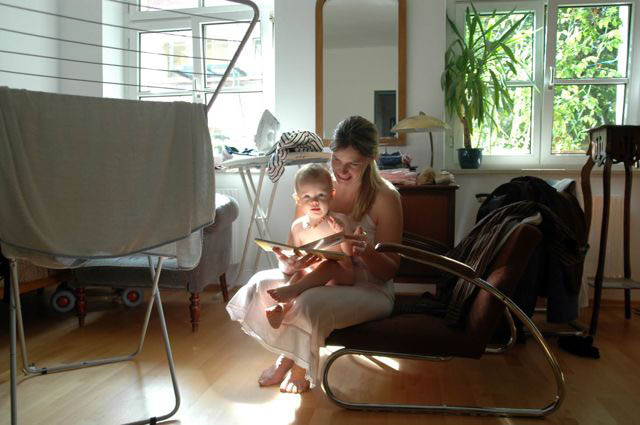
照顧小孩是家務其中一項工作。

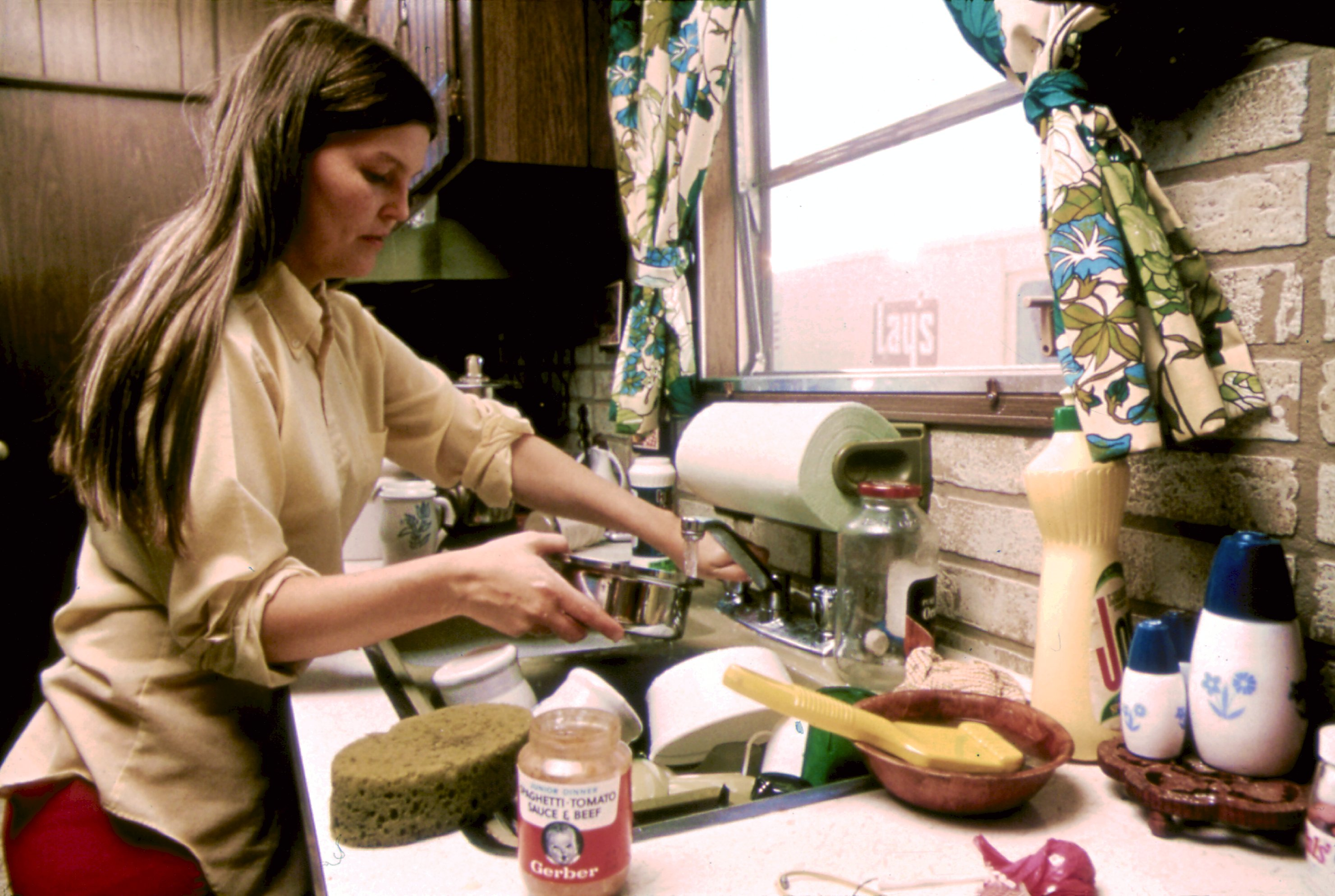
廚房裡的任何工作是每天會接觸到的家務，例如：洗濯、烹飪。

家務，又稱家事，是指家庭在日常生活中的一般性事務，因此也被稱為「家務事」，例如：掃除、洗濯、烹飪、購物等，有時亦包含照顧被照顧者及居家用品的簡易修理等。處理家務時若不小心就有可能發生家居意外、甚至引起火灾等致死事故（例如洗廁所用漂白水加就会产生剧毒的氯气或氯胺）。受聘從事家務的職業稱為家務助理，也就是俗稱僕人、傭人。
清洁工作乍一看似乎很困难且累人。然而，通过合理的计划和良好的习惯，可以使这个过程变得更加愉快。一个干净的家不仅能带来身体上的舒适，也能让人精神上感到轻松。因此，应该把家庭清洁视为提高生活品質的日常，而不是一种负担。最重要的是，享受在干净的家中所带来的宁静与舒适。
家庭清洁不仅能使我们的生活环境更健康，还能帮助我们放松心情。整洁有序的家可以减轻压力，提高效率，并提升在家度过时光的品質。